# Judith Hoag
Judith Hoag (Newburyport, 29 giugno 1963) è un'attrice statunitense.

## Biografia
Judith Hoag ha mosso i primi passi nel mondo della recitazione dall'età di tredici anni, frequentando una scuola di teatro. Una volta terminati gli studi superiori, lascia il Massachusetts per trasferirsi a New York, dove inizia a partecipare come ospite in show televisivi.

### Vita privata
Dal 1988 al 2016 è stata sposata con l'attore Vince Grant.

## Filmografia parziale

### Cinema
- Tartarughe Ninja alla riscossa (Teenage Mutant Ninja Turtles), regia di Steve Barron (1990)
- Cadillac Man - Mister occasionissima (Cadillac Man), regia di Roger Donaldson (1990)
- Armageddon - Giudizio finale (Armageddon), regia di Michael Bay (1998)
- Per sempre la mia ragazza (Forever My Girl), regia di Bethany Ashton Wolf (2018)
- Quello che non so di te (Finding You), regia di Brian Baugh (2021)

### Televisione
- Halloweentown - Streghe si nasce (Halloweentown), regia di Duwayne Dunham – film TV (1998)
- Halloweentown II - La vendetta di Kalabar (Halloweentown II: Kalabar's Revenge), regia di Mary Lambert – film TV (2001)
- Halloweentown High - Libri e magia (Halloweentown High), regia di Mark A.Z. Dippé – film TV (2004)
- Ritorno ad Halloweentown (Return to Halloweentown), regia di David Jackson – film TV (2006)
- Grey's Anatomy - serie TV, episodi 3x11-3x12 (2007)
- Castle – serie TV, episodio 4x03 (2011)
- La rete non dimentica (Sexting in Suburbia), regia di John Stimpson – film TV (2012)
- Nashville, serie TV (2012-2018)

## Doppiatrici italiane
Nelle versioni in italiano delle opere in cui ha recitato, Judith Hoag è stata doppiata da:
- Rossella Izzo in Tartarughe Ninja alla riscossa, Halloweentown - Streghe si nasce
- Aurora Cancian in X-Files
- Deborah Ciccorelli in Carnivàle
- Giò Giò Rapattoni in Grey's Anatomy
- Chiara Salerno in CSI: NY
- Laura Romano in Criminal Minds
- Isabella Pasanisi in Private Practice
- Alessandra Korompay in Castle
- Elena Morara in The Middle